# CMK
CMK（Czech Masters Kit（チェコマスターズキット））は、チェコの模型メーカーMPMの子会社であり、主にレジンキャスト製品を取り扱っている。

## 概要
CMKはMPMの子会社として、1992年に設立された。
親会社のMPMが主に簡易インジェクション製のプラモデルの生産を行っているのに対し、CMKは大手のインジェクション成型品では採算が取れないようなマイナーな軍用車両のレジンキャスト製精密模型キットや、既存の軍用車両や航空機のプラモデルの改造やディテールアップ用パーツの生産を事業の中核としている。
Planet Modelsのブランドで販売されている、航空機や戦車、潜水艦等のレジンキャスト製キットもCMKの製品である。
また、MPMは航空機の製品が主であるため、1/35スケール軍用車両の簡易インジェクションキットや、タミヤMMシリーズの古いキットのパーツに簡易インジェクションパーツを加えた製品も、CMKのブランドで販売されている。
モデラー向けの書籍の出版も行っている。
レジンキャスト製品は同じチェコのメーカーAIRESの製品と同様に、精密な再現と比較的低価格であることで知られている。
近年、ドラゴンモデルズやトランペッター等の中国メーカーが、従来レジンキャストキットしかなかったようなマイナーな車両までインジェクション成型キットにするケースがあるため、フルキットはその影響を受けやや押され気味である。